# Bebryce hicksoni
Bebryce hicksoni is een zachte koraalsoort uit de familie Plexauridae. De koraalsoort komt uit het geslacht Bebryce. Bebryce hicksoni werd in 1905 voor het eerst wetenschappelijk beschreven door Thomson & Henderson. 